# Noncourt-sur-le-Rongeant
Noncourt-sur-le-Rongeant è un comune francese di 170 abitanti situato nel dipartimento dell'Alta Marna nella regione del Grand Est.

## Società

### Evoluzione demografica
Abitanti censiti